# Ahvenjärvi (sjö i Pudasjärvi, Norra Österbotten, Finland)
Ahvenjärvi eller Ahverijärvi är en sjö i Finland. Den ligger i kommunen Pudasjärvi i landskapet Norra Österbotten, i den centrala delen av landet, 600 km norr om huvudstaden Helsingfors. Ahvenjärvi ligger 119,4 meter över havet. Arean är 67,4 hektar och strandlinjen är 3,74 kilometer lång. Sjön  ingår i Kiminge älvs huvudavrinningsområde.   Den sträcker sig 1,9 kilometer i nord-sydlig riktning, och 1,1 kilometer i öst-västlig riktning.